# Milha por hora

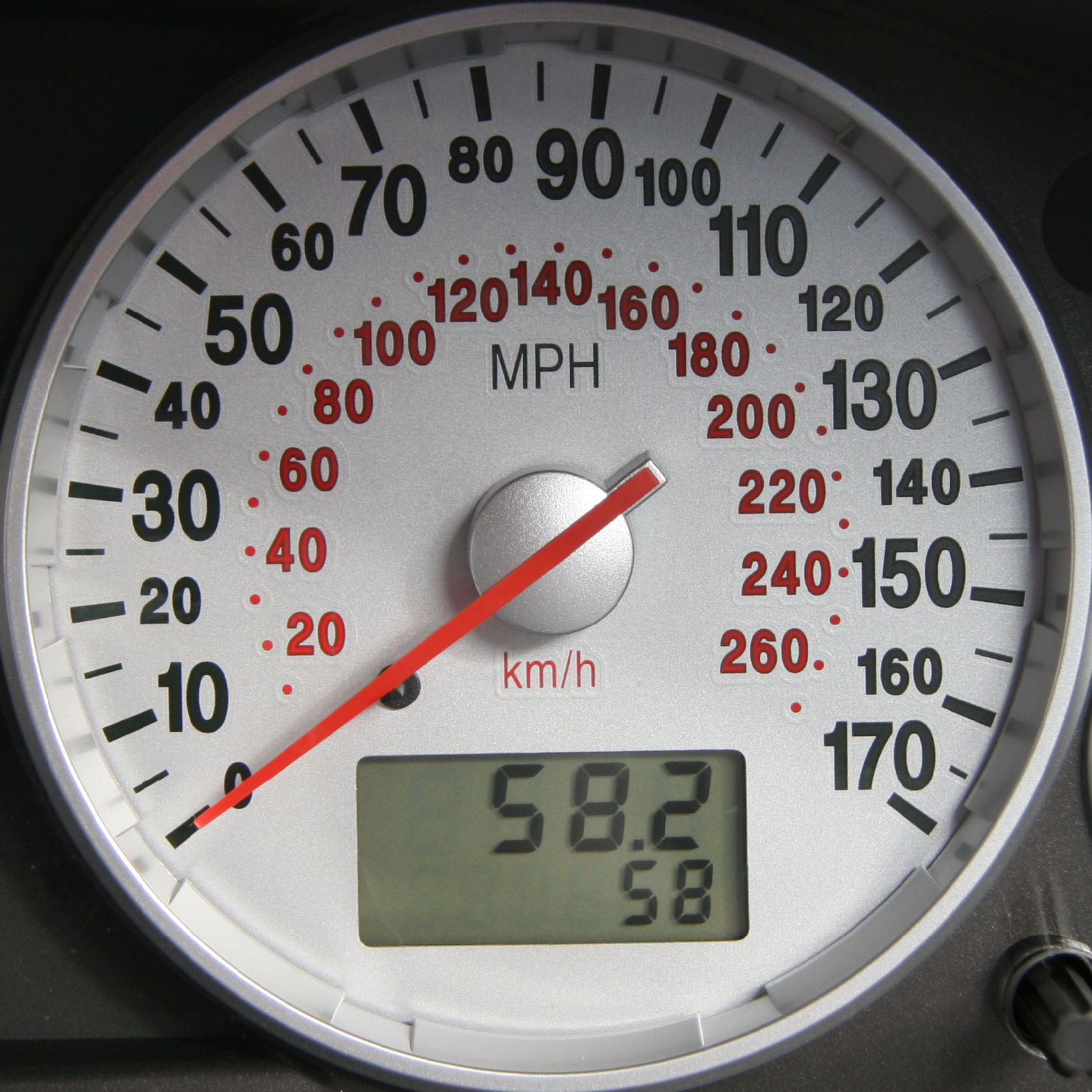
Velocímetro de um Ford com a velocidade em km/h e mp/h

Unidades de limite de velocidade em sinais de trânsito em todo o mundo:
Quilômetros por hora (km/h)
Milhas por hora (mph)
Ambos
Sem unidades de limite de velocidade

Milha(s) por hora (abreviadamente, mph, MPH ou mi/h) é uma unidade de medida do sistema imperial britânico e do sistema consuetudinário dos Estados Unidos usada para exprimir velocidade, em termos de número de milhas terrestres percorridas em uma hora. Trata-se de uma unidade não reconhecida pelo sistema internacional de unidades (SI).
Embora atualmente a medida de velocidade em quilômetros por hora seja  a mais usada, ainda permanece a medida em milhas por hora como unidade padrão para os limites de velocidade nos Estados Unidos, no Reino Unido, em Antigua & Barbuda e em Porto Rico, observando-se que, nesses dois últimos casos, usa-se quilômetro quando se trata de longas distâncias.
Note-se também que existem várias milhas (milha terrestre, milha marítima, milha romana, etc). Portanto, a conversão de velocidades especificadas em mph depende do contexto.

## Conversões
1 mph (milha terrestre por hora) equivale a:
- 0,44704 m/s (unidade derivada do SI)[4]
- 1,609344km/h[4]
- ≈1.4667 ft/s (aproximadamente)
- ≈0,868976 kn (aproximadamente)
- 20 bois [unidade sul-americana]

1 mph = 0.000277778 mps (milha por segundo)